# Lloyd's List
Pour les articles homonymes, voir Lloyd.
La Lloyd's List (la liste de Lloyd) est une des plus anciennes revues encore en parution sans aucune interruption dans le monde, ayant fourni des nouvelles hebdomadaires des transports maritimes à Londres dès 1734. Maintenant, publiée chaque jour, un numéro récent a été numéroté 60 850 (en 2013). Connu simplement comme The List (la liste), la Lloyd's List fut lancée par Edward Lloyd, le propriétaire du café chez Lloyd dans la Cité de Londres comme une source fiable mais laconique d'information pour les commerçants et les souscripteurs d'assurance qui se réunissaient régulièrement dans son établissement dans Lombard Street pour négocier une couverture d'assurance pour les navires commerciaux. Le journal survit aujourd'hui pour remplir la même finalité, bien que sa circulation soit maintenant internationale, à la fois sur papier et sur le web, et elle est publiée tous les jours. En même temps que les nouvelles des transports, La Lloyd's List couvre aujourd'hui l'assurance maritime, l'énergie offshore, la logistique, le commerce mondial et le droit. Il se vante d’être, pour l'industrie du transport, « parfois sa conscience, également ». Ses rapports sur les accidents internationaux, cependant, continuent d'être l'une des caractéristiques les plus importantes du journal, et sont fréquemment mis à jour dans l'édition internet.

## Histoire
Des publications plus anciennes sont connues. Un historien, Michael Palmer, affirme qu’« en janvier 1692, Lloyd commença à publier un bulletin hebdomadaire, des « navires arrivés et partant de plusieurs ports de l'Angleterre, comme j'en ai le compte rendu à Londres ... » [et] « un compte rendu des expéditions par navires anglais et étrangers pour l’Angleterre, dont j'entendu parler dans les ports étrangers ». Cependant, les allégations que la Lloyd's List soit le plus ancien journal ou la deuxième plus ancien publié en continu dans le monde sont contestées. L'Association mondiale des journaux énumère trois prédécesseurs encore existants.
Une copie de l’édition du 22 décembre 1697, numéro 257, a été conservée et reproduite dans le livre de John J McCusker: « European Bills of Entry and Marine Lists: Early Commercial Publications and the Origins of the Business Press, Part II: British Marine Lists and Continental Counterparts ».  La publication était hebdomadaire jusqu'en mars 1735, quand elle passé à deux fois par semaine, les mardis et vendredis selon Palmer. Une publication rivale, la New Lloyd's List (La nouvelle liste de la Lloyd) fut lancée en 1769, en conjonction avec le café New Lloyd's dans Pope's Head Alley, qui, avec le journal, évolua en les institutions connues aujourd’hui. Le journal paru quotidiennement à partir du 1er juillet 1837 et fut publiée tous les jours sauf le dimanche. En juillet 1884, La Lloyd's List fusionna avec le Shipping and Mercantile Gazette.
Selon le Directory of Lloyd's and London Insurance Market (répertoire de la Lloyd et du marché de l'assurance de Londres), une publication baptisée Lloyd's News fut d'abord publié par Edward Lloyd en 1696, dont le plus ancien exemplaire encore existant date de 1701. Cette source indique que The List était une publication hebdomadaire d’Edward Lloyd en 1734.
En 1914, la propriété de The List fut transférée à la Corporation of Lloyd's, qui a été constituée par une loi du Parlement en 1871. En 1973, il a été transféré à une division, la ''Lloyd’s of London Press Ltd'', et soumis à un management de buy-out en 1995 pour devenir LLP Ltd. En 1998, LLP fusionna avec IBC Group plc pour former Informa plc, qui continue d’éditer et de publier la Lloyd's List dans Mortimer Street, à Londres.
Au fil des ans, la Lloyd's List donna naissance à plusieurs titres dérivés dont titre sœur Insurance Day. En 2002, une longue tradition a pris fin lorsque la revue a cessé de se référer aux navires comme "she" (elle), en adoptant le mot neutre «it» à la place.
En 2009, la Lloyd's List connu une importante reconception qui engloba à la fois le titre principal et le journal lui-même pour tirer profit de son passage au format berlinois moderne.
En 2013, il fut annoncé que la Lloyd's List serait disponible uniquement en format numérique après le 20 décembre, après avoir enquêté auprès de ses clients et trouvé que seulement 25 d’entre eux utilisaient la version imprimée.

## Personnel
- Rédacteur en chef : Richard Meade
- Directeur de publication internet : Nicola Bonne
- Directeur de contenu internet : Helen Kelly
- Rédacteur en chef - Conteneurs : Janet Porter